# Alfredo Villatoro
Alfredo Alfredo Villatoro Rivera (10 de diciembre de 1965; El Progreso, Yoro, Honduras - 15 de mayo de 2012; Tegucigalpa, Departamento de Francisco Morazán, Honduras), fue un periodista radial hondureño. Él fue uno de los siete periodistas asesinados en el año 2012.

## Biografía
Nació en la ciudad de El Progreso un 10 de diciembre de 1965. Hizo su primaria y secundaria en La Lima, Cortés. Inicio en una pequeña radio en la localidad de La Lima en 1985, luego llegó a un programa deportivo en Radio Éxitos de San Pedro Sula y un año más tarde llegó a Tegucigalpa para estudiar la carrera de periodismo en la Universidad Nacional Autónoma de Honduras. Posteriormente llegó a ser locutor de un programa deportivo radial en Radio Universal de Tegucigalpa. Su talento y carisma lo llevó a formar parte de una de las emisoras radiales más importantes de Honduras, Radio América y mientras estudiaba su carrera de periodismo trabajo para dos de los periódicos más importantes del país, Diario El Heraldo y Diario La Tribuna. Posteriormente llegó a HRN, donde hizo la mayor parte de su carrera. Falleció el 15 de mayo de 2012 después de haber sido secuestrado el 9 de mayo de ese mismo año mientras se conducía en su automóvil Kia Picanto de color gris hacia su trabajo.

## Trayectoria en la radio
Alfredo Villatoro debutó en la radio en el año 1985, en una radio de la localidad de La Lima, Honduras. Luego pasó a un programa deportivo en Radio Éxitos de San Pedro Sula y un año más tarde llegó a Tegucigalpa para estudiar la carrera de periodismo. Villatoro dejó Radio América a inicios de los años 90s y llegó a HRN donde promocionó la campaña política del candidato presidencial, Oswaldo Ramos Soto. En 1993 Raúl Valladares, director de HRN fue su acompañante en el programa de radio matutino, Diario Matutino. Meses más tarde el periodista Juan Carlos Barahona se unió al programa. En 2006 Raúl Valladares dejó HRN y Villatoro y Barahona pasaron a ser coordinadores de HRN.

## Secuestro y asesinato
El 9 de mayo de 2012, alrededor de las 4:40 a. m., mientras se conducía a su trabajo, Villatoro fue interceptado por un carro a inmediaciones de la Colonia Tres Caminos de Tegucigalpa y fue secuestrado. En la mañana del 15 de mayo de 2012 en una conferencia de prensa, el presidente de la República de Honduras, Porfirio Lobo aseguró que los secuestradores habían enviado vídeos a la familia de Villatoro probando que él estaba vivo. En ese mismo día, a eso de las 8:00 de la mañana, una llamada anónima llegó al Departamento de Policía de Honduras alertando de que un cuerpo sin vida había sido encontrado. El cuerpo fue encontrado con un uniforme militar, no era confirmado que era el cuerpo de Villatoro. A eso de las 9:40 p. m. de ese mismo día, el ministro de Seguridad, Pompeyo Bonilla realizó una llamada al noticiero televisivo, Telenoticias de Corporación Televicentro para anunciar que el cuerpo que había sido encontrado era el de Alfredo Villatoro. Inmediatamente el programa fue interrumpido por una cadena radial y televisiva. La autopsia realizada por Medicina Forense confirmó que él fue asesinado ese mismo día.

### Secuelas
Muchas organizaciones y periodistas de Honduras condenaron el asesinato. La Organización de los Estados Americanos condenó el secuestro. El 25 de mayo de 2012 en el Día del Periodista, hubo una masiva protesta organizada por el Colegio de Periodistas de Honduras.